# Polokce
Polokce (cyr. Полокце) – wieś w Serbii, w okręgu raskim, w mieście Novi Pazar. W 2011 roku liczyła 82 mieszkańców.